# Velvyslanectví Kanady v Praze
Velvyslanectví Kanady v Praze (francouzsky Ambassade du Canada en Prague) je zastupitelský úřad Kanady v Praze. Od roku 2011 sídlí ve vile čp. 95/XIX s novou přístavbou, v ulici Ve struhách 2, v Praze 6–Bubenči. 

## Prehistorie
Území této, sousední i protějších parcel je lokalitou pravěké  laténské kultury a sídlištěm kultury zvoncových pohárů. První nálezy pocházejí z průzkumů konce 19. století.  V roce 1973 zde byl objeven kostrový hrob bojovníka doby laténské.

## Sídlo
Velvyslanectví je umístěno v historické vile se zahradou na nároží ulic Ve struhách, Antonína Čermáka a Jednořadá, ze severovýchodu sousedí s tratí někdejší Severní dráhy. Budovu vily s novorenesanční dlátkovou věží, s a novobarokními volutovými štíty a přilehlé objekty vozovny a stáje projektovala vídeňská kancelář architektů a stavitelů Miksch a Nedzielski v roce 1890 a provedl je pražský stavitel František Henner.  Objednavatelem byl August Hoyermann, spolumajitel  nedaleké továrny na fosfáty čp. 86. Jeho rodina bydlela v patře, v přízemí byly kanceláře. Po Hoyermannově smrti v roce 1900 vila připadla Karlu Fridrichu Wolfrumovi. Ten dal v roce 1901 přistavět vedlejší stavení a upravit fasády ve stylu historismu Aloisu Potůčkovi.. V roce 1905 vilu koupila Pražské železářská společnost, stejně jako dva sousední domy. Pozemek zahrady byl v padesátých letech z větší části zastavěn řadou bytovek. 
Budovu dala Správa služeb diplomatického sboru MZV ČR v letech 2009-2011 rekonstruovat a doplnit o ocelovou konstrukci přístavby se skleněným pláštěm. Byla také otlučena štuková výzdoba fasády
V letech 1948-2011 velvyslanectví sídlilo v usedlosti Hadovka v Praze 6-Dejvicích, jež byla také rezidencí kanadského velvyslance.